# Yavoriv
Yavoriv (em ucraniano:  Яворів, em polonês/polaco:  Jaworów, em iídiche:  יאַוואָראָוו Yavorov) é uma cidade da Ucrânia, situada no Oblast de Leópolis. Tem 23,35 km² de área e sua população em 2020 foi estimada em 12.946 habitantes.